# Film typu 135

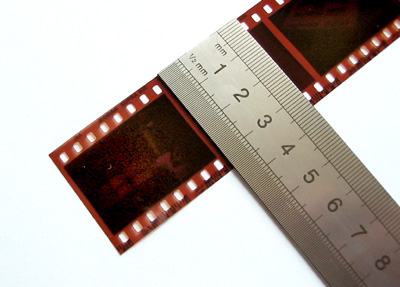
Vyvolaný film typu 135. Šířka filmu je 35 mm. Standardní snímek (tzv. malý formát) má rozměry 24 × 36 mm.

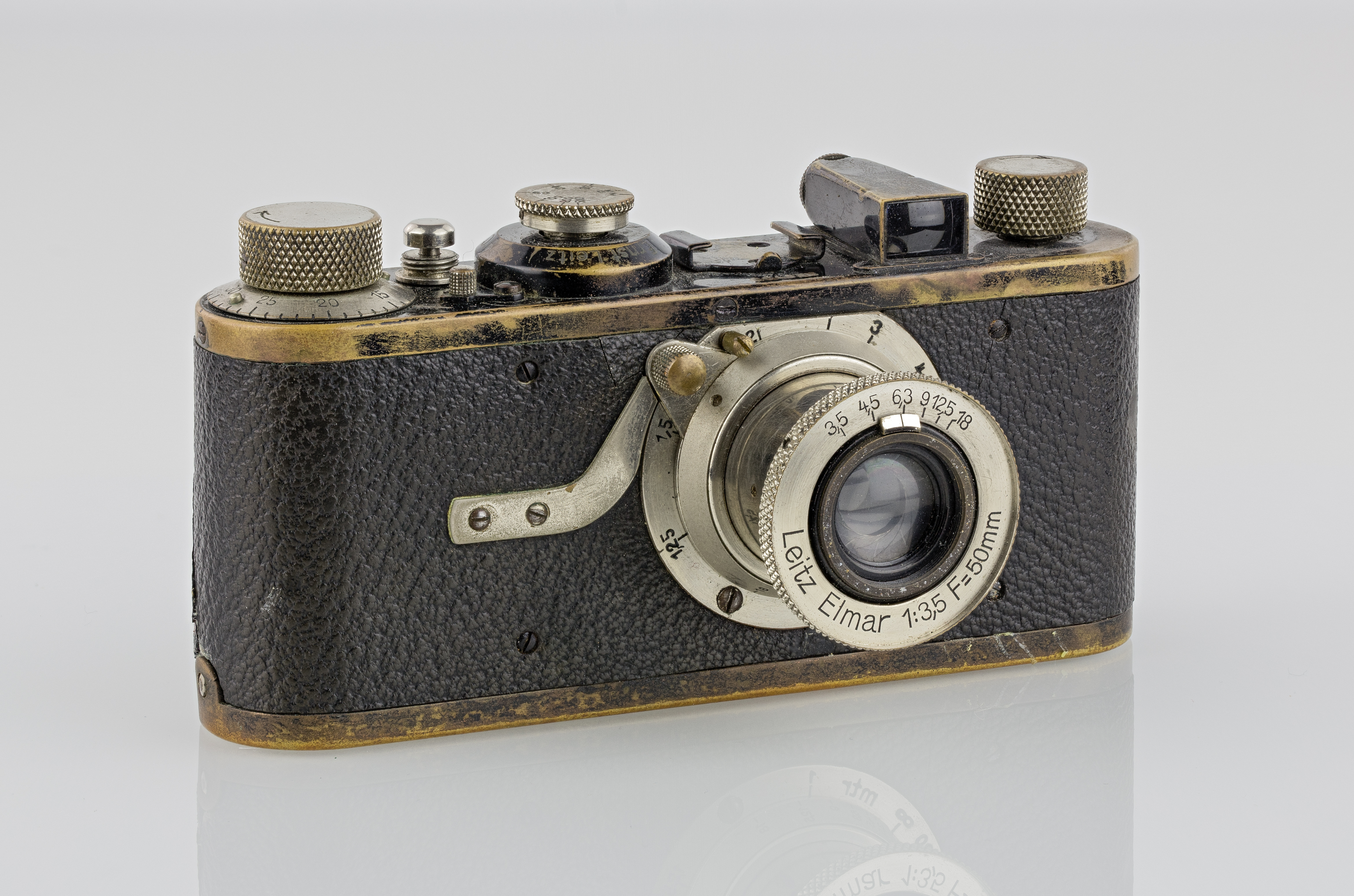
Leica I z roku 1927, první celosvětově úspěšný fotoaparát na kinofilm.

Film typu 135, lépe známý jako kinofilm nebo 35mm film, je formát fotografického filmu používaný k pořizování fotografií. Jde o filmový pás o šířce 35 mm svinutý ve standardizované kazetě a určený k použití v klasických kinofilmových fotoaparátech. Technický standard pro tento film se řídí normou ISO 1007 s názvem „Film a kazeta typu 135“.
Označení 135 zavedl Kodak v roce 1934 pro svůj 35mm film s perforací Kodak Standard určený k pořizování fotografií. Jeho popularita rychle rostla a koncem 60. let překonal svitkový film typu 120 a stal se tak nejrozšířenějším formátem fotografického filmu.

## Popis

### Formát obrazu

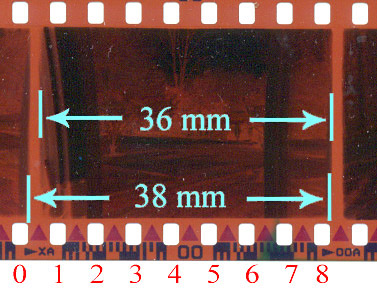
Políčko kinofilmu s perforacemi a vyznačenou délkou.

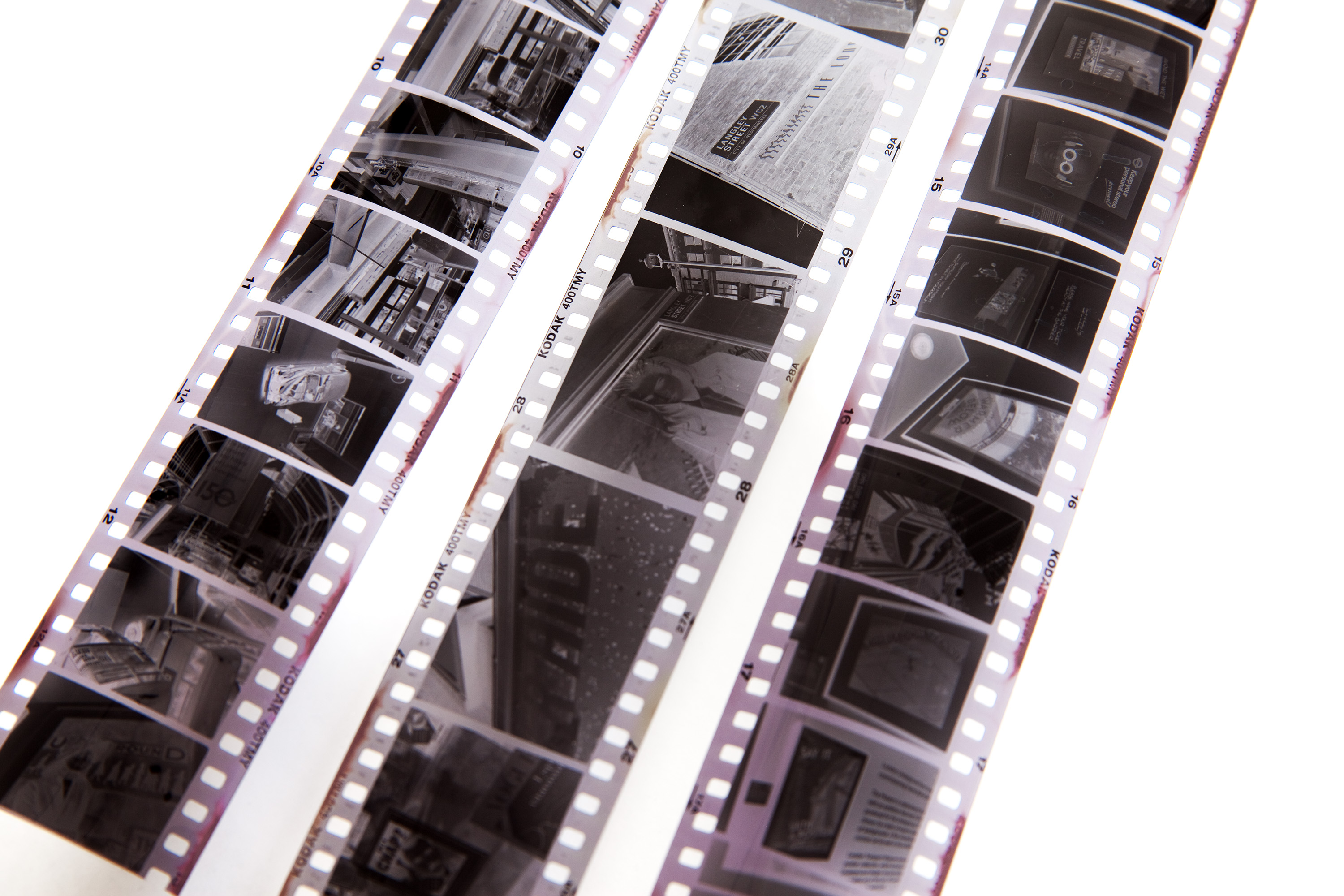
Standardní negativy malého formátu (uprostřed) a negativy o poloviční velikosti exponované napříč (vlevo a vpravo).

Filmové políčko, původně nazývané malý formát, je na kinofilmu orientováno podélně a má standardní rozměry 24 × 36 mm s poměrem stran 1 : 1,50. Je výrazně menší než tradiční středoformátový a velkoformátový film, ale je přitom mnohem větší než obrazové snímače, kterými disponují dnešní mobilní telefony a většina kompaktních fotoaparátů. Snímače o rozměrech 24 × 36 mm se dnes běžně označují jako full frame neboli plný formát (případně FX u fotoaparátů značky Nikon) a najdeme je především v digitálních zrcadlovkách a bezzrcadlovkách.
Termín full frame se v minulosti používal také pro políčko na 35mm kinematografickém filmovém pásu (tzv. single frame), které má kvůli odlišné orientaci snímků na filmu poloviční velikost oproti malému formátu (tzv. double frame). Samotný film typu 135 a 35mm kinematografický filmový pás mají shodné rozměry a liší se pouze perforací – fotografický film má perforaci Kodak Standard (KS1870), kinematografický perforaci Bell-Howell (BH1866) s menší roztečí.
Snímky jsou na film exponovány s posunem o 8 perforací, tedy přesně 38 mm, a jsou proto odděleny 2mm mezerami. Různé modely fotoaparátů mohou mít odlišná umístění ozubeného kola, které posouvá film, a proto se může poloha filmových políček vzhledem k perforacím lišit. Na kinofilm lze zaznamenat i jiné formáty, například snímky o velikosti 18 × 24 mm exponované napříč. Tento poloviční formát si získal určitou popularitu v 60. letech a využívala jej zejména řada kompaktních zrcadlovek Olympus Pen F.

### Druhy a citlivosti filmu
Film typu 135 existuje v mnoha variantách, které se liší druhem použitých emulzí a citlivostí. Film může být buď negativní, nebo pozitivní a barevný, nebo černobílý (monochromatický). Barevný film využívá trojici emulzních vrstev, z nichž každá je citlivá na jinou barvu světla – červenou, zelenou a modrou. Černobílý film disponuje jednou emulzní vrstvou a obvykle je panchromatický (citlivý na všechny vlnové délky viditelného spektra), zatímco ortochromatický (citlivý pouze na kratší vlnové délky) je již vzácný. Existují také filmy citlivé na infračervené záření. Škála dostupných filmů se od počátku 21. století postupně omezila na filmy s citlivostí od ISO 100 do ISO 800. Filmy s nižší nebo vyšší citlivostí dnes bývají určeny jen pro specializované účely.

### Kazeta

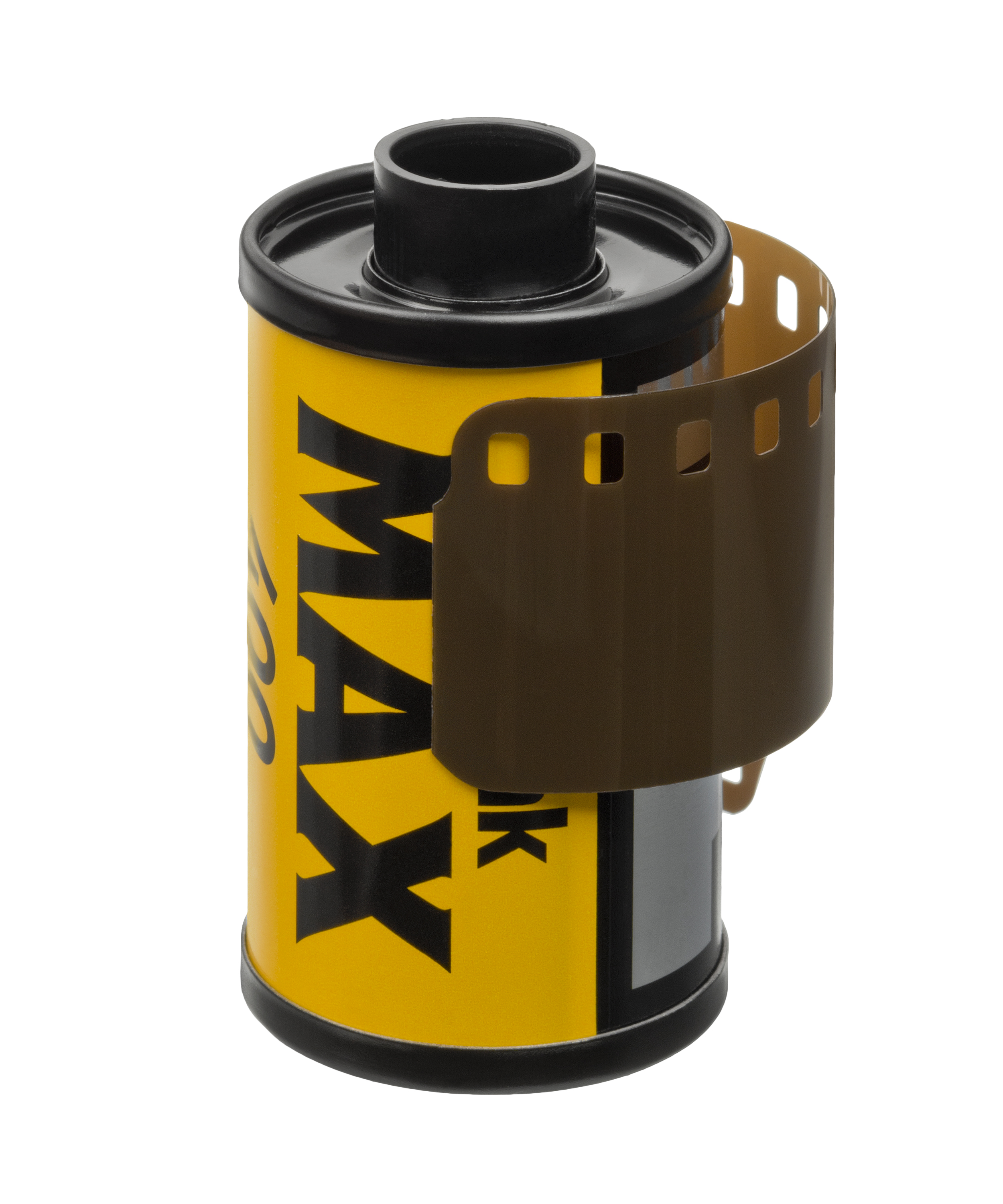
Kazeta barevného kinofilmu Kodak MAX 400 pro klasické fotoaparáty.

Jednotlivé svitky kinofilmu jsou uzavřeny v kovových či plastových kazetách, které jsou světlotěsné, a umožňují tak vkládání filmu do fotoaparátů za denního světla. Jeden konec filmu je připevněn na cívku a opačný konec se z kazety odvíjí skrz štěrbinu, která je opatřena jemnými těsnicími kartáčky (tzv. sametkami). Exponovaný film je před otevřením fotoaparátu třeba navinout zpět do kazety. Některé fotoaparáty s motorickým pohonem film po vložení zcela odvinou a poté exponují snímky v opačném pořadí, takže postupně navíjí film zpět do kazety. Tuto techniku používá většina jednorázových fotoaparátů, aby uživatel nemusel film ručně přetáčet.
V 80. letech začaly být kazety označovány DX kódem, který sestává z šestimístného čárového kódu a 12 kovových plošek na povrchu kazety. Čárový kód označuje výrobce, typ filmu (způsob zpracování) a počet expozic pro potřeby vyvolávání ve fotolaboratořích, zatímco v kombinaci vodivých a nevodivých plošek jsou na kazetě zakódovány parametry filmu tak, aby je dokázal přečíst samotný fotoaparát. Kód představuje hodnotu citlivosti (32 možností), počet expozic (8 možností) a expoziční rozsah filmu (4 možnosti). Kompatibilní fotoaparáty detekují alespoň některé z těchto ploch a dokáží podle nich přizpůsobit nastavení expozice.

### Délka
Svitky kinofilmu jsou k dispozici v různých délkách. Standardní délka, která plně využívá objem kazety, činí 36 expozic. Mezi obvyklé délky patří také 24 a 12 expozic. V minulosti byly zřídka používány i kratší kinofilmy, například pro potřeby novinářů nebo k dokumentaci pojistných událostí. Fotografové, kteří si film do kazet navíjejí sami, mohou zvolit libovolnou délku, ale při použití filmu o obvyklé tloušťce 0,14 mm délka nepřesahuje 36 expozic. U filmu s tenčí podkladovou vrstvou lze potom dosáhnout délky až 45 expozic.
Dodávaná délka filmu zahrnuje délku odpovídající uvedenému počtu kinofilmových políček a navíc délku potřebnou pro navinutí filmu do mechanismu fotoaparátu. Některé fotoaparáty se samonavíjecím zásobníkem dokáží využít i délku určenou pro běžné vkládání filmu, a mohou tak provést další dvě nebo tři expozice. Stejná dodatečná délka může být pro snímky k dispozici v jakémkoli fotoaparátu, pokud je do něj film vložen v temné komoře. Tak tomu bývá i u jednorázových fotoaparátů, které obvykle nabízejí 27 expozic s použitím standardní kazety na 24 expozic.

## Historie

### První 35mm fotoaparáty
Rozměry pro film typu 135 byly převzaty z 35mm kinematografického filmu. Ten na konci 19. století v laboratoři Thomase Edisona vyvinul William Dickson podélným rozpůlením a perforací 70mm filmu od společnosti Eastman Kodak. 35mm film následně začalo využívat mnoho výrobců fotoaparátů. První patent byl vydán v roce 1908 v Anglii a mezi první 35mm fotoaparáty dostupné široké veřejnosti patřily od roku 1913 stereoskopický Homéros Julese Richardse a fotoaparát Tourist Multiple od newyorské společnosti Herbert & Huesgen. Fotoaparát Simplex z roku 1914 od newyorské Multi-Speed Shutter Company potom jako první umožňoval pořizování podélných snímků malého formátu.

### Leica

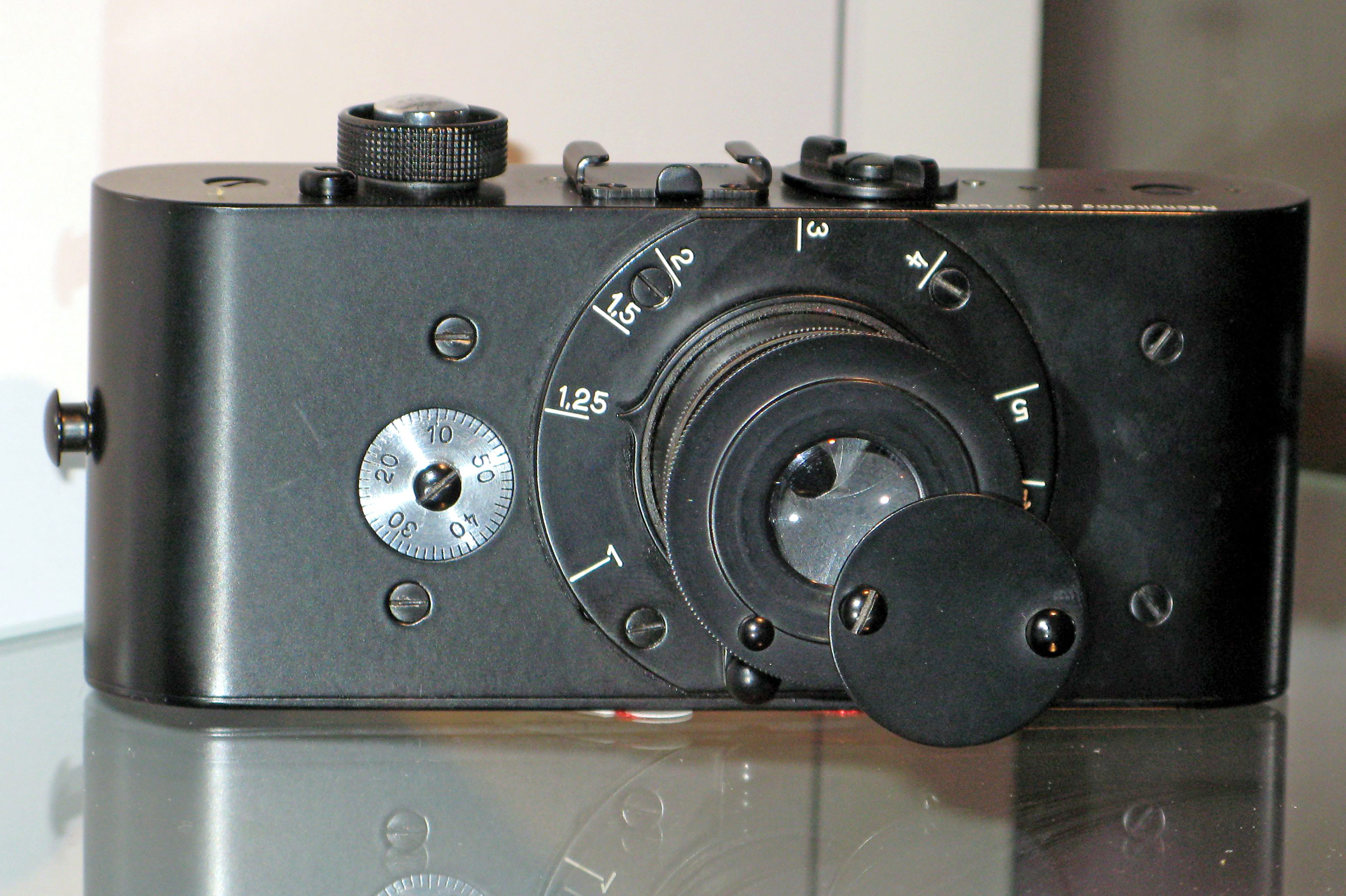
Replika raného prototypu fotoaparátu Leica (1913).

Fotoaparát Leica navržený Oskarem Barnackem také používal 35mm film a dokázal, že je malý formát vhodný i na profesionální fotografii. Jeho sériová výroba byla zahájena v roce 1925, a přestože v té době již bylo na trhu mnoho jiných 35mm fotoaparátů, Leica si u lidí získala velkou popularitu.

### Film typu 135 a fotoaparáty Kodak Retina

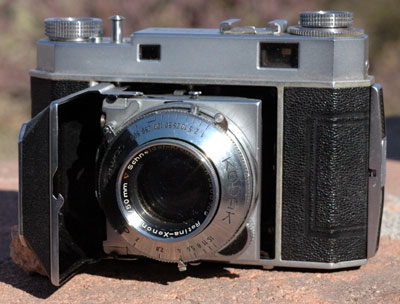
Kodak Retina II

V roce 1934 představila společnost Kodak svůj černobílý 35mm film typu 135. Barevný film Kodachrome byl v tomto formátu uveden na trh o dva roky později. Jednorázové kazety umožňovaly vkládání filmu do fotoaparátu za denního světla a byly navrženy pro použití ve fotoaparátech Kodak Retina, ale také v konkurenčních modelech z řad Leica a Zeiss Ikon Contax.
Tento typ kazety a konstrukci fotoaparátu Retina původně vyvinul August Nagel, jeden ze zakladatelů společnosti Zeiss Ikon. Kodak jeho firmu Nagel Werke odkoupil v prosinci 1931 a ve vývoji pokračoval. Prvním z fotoaparátů Kodak Retina byl typ 117 a následné modely této řady se v Německu vyráběly až do roku 1969. Od roku 1939 nabízel Kodak i řadu levnějších fotoaparátů Kodak Retinette vyráběných v USA.

### Zrcadlovky

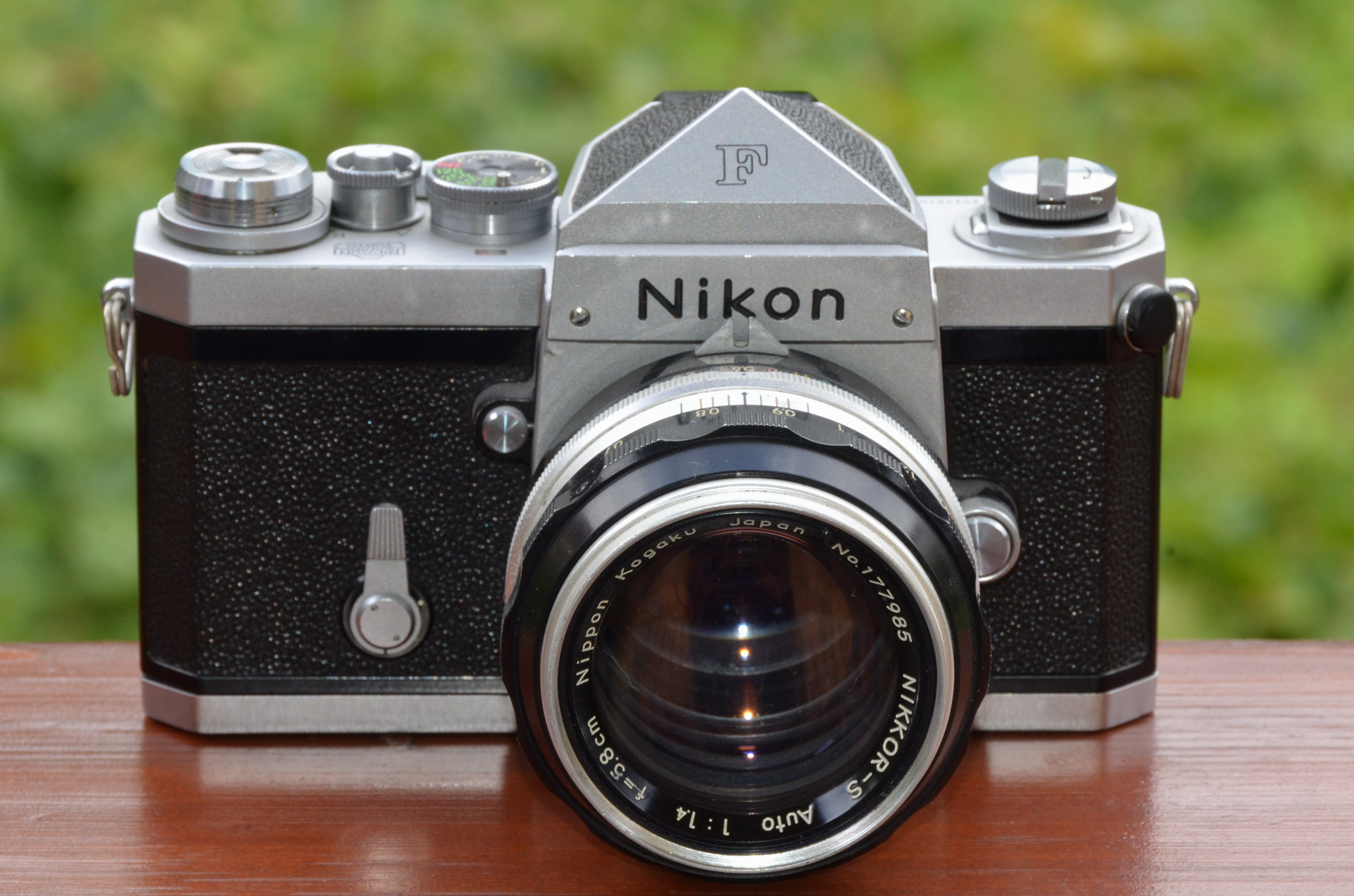
Nikon F (1959) s objektivem Nikkor-S Auto 5.8cm F1.4.

První jednookou zrcadlovkou na kinofilm byl německý fotoaparát Kine Exakta představený v roce 1936. V padesátých letech se zrcadlovky začaly vyrábět také v Japonsku. Zejména systémový fotoaparát Nikon F představený v roce 1959 potom podnítil i profesionály k přechodu od větších formátů na praktičtější kinofilmové zrcadlovky. V 70. letech již film typu 135 používala většina běžně dostupných fotoaparátů, od drahých zrcadlovek s výměnným objektivem až po levnější kompakty.
Také samotný film prošel vývojem. Negativní i pozitivní barevný film poskytoval věrnější podání barev, zatímco černobílé filmy nabízely hladší zrno a vyšší citlivosti než dříve. Vzhledem k tomu, že kinofilm měli v oblibě amatérští i profesionální fotografové, nabídka filmů různých typů a citlivostí byla v tomto formátu velmi široká. Zpracování filmů a tisk fotografií navíc usnadnily a urychlily automatizované stroje, takže kvalitní barevné výtisky začaly být dostupné nejen ve specializovaných laboratořích, ale také v supermarketech či drogeriích.

### Současnost

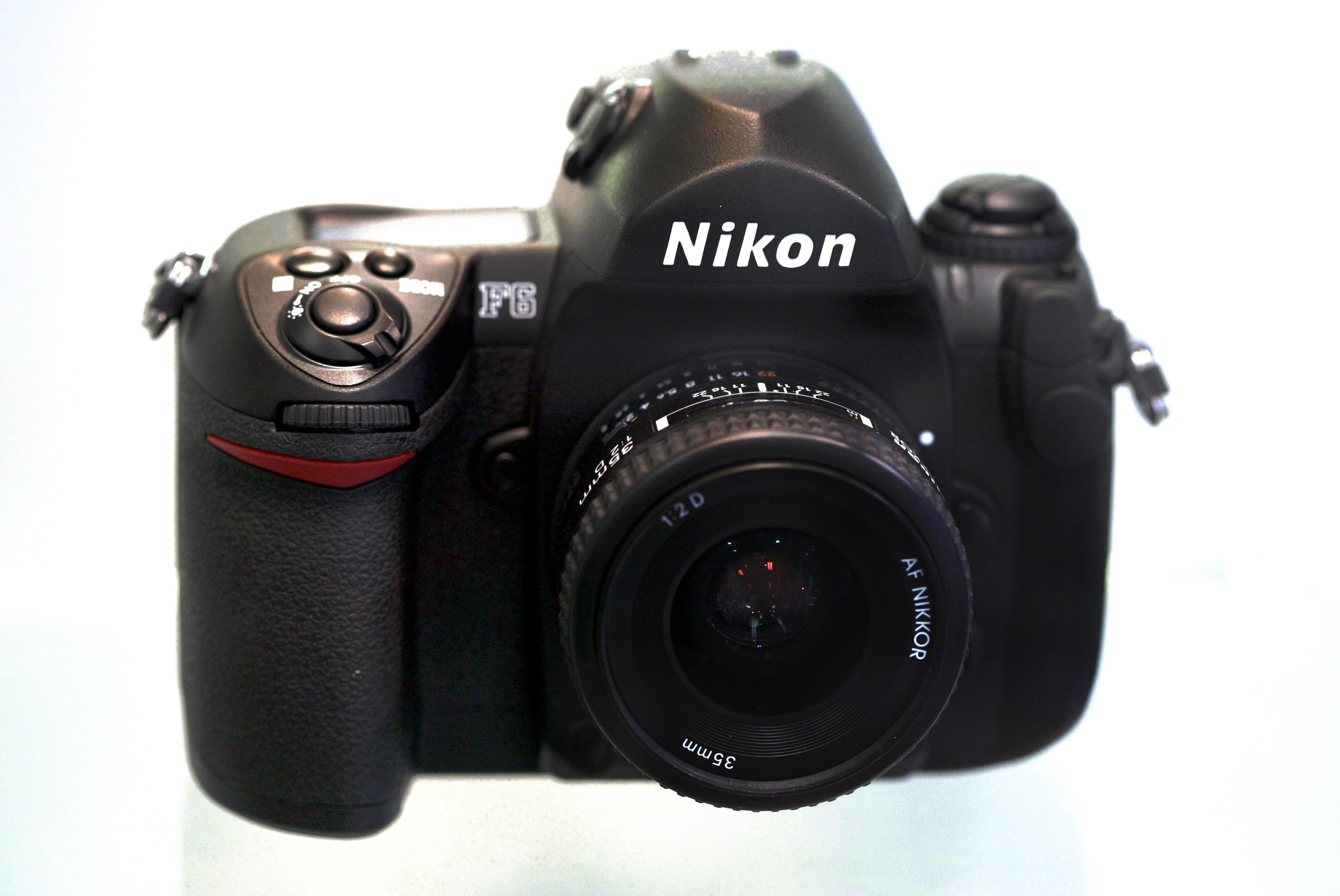
Nikon F6 – Poslední fotoaparát z řady Nikon F představený v roce 2004 a vyráběný do října 2020.

V roce 1996 byl představen menší formát filmu nazvaný Advanced Photo System (APS) a určený především pro amatéry. Na trhu kompaktních fotoaparátů zaznamenal zpočátku mírný úspěch, ale přesto nikdy nedosáhl takové popularity jako formát 135. Během následujících pěti let totiž dorazily na trh levné digitální kompakty, a prodej formátu APS proto prudce klesl.
Přestože naprostá většina trhu přešla na digitální fotoaparáty, přední výrobci jako Canon a Nikon až donedávna pokračovali v produkci profesionálních kinofilmových zrcadlovek, např. Canon EOS-1v (do roku 2018) a Nikon F6 (do roku 2020). Fotoaparáty na kinofilm stále nabízí řada menších výrobců, a to především levné jednorázové a kompaktní fotoaparáty.